# Lafoea benthophila
Lafoea benthophila is een hydroïdpoliep uit de familie Lafoeidae. De poliep komt uit het geslacht Lafoea. Lafoea benthophila werd in 1909 voor het eerst wetenschappelijk beschreven door Ritchie. 